# Зґвалтування Прозерпіни
«Зґвалтування Прозерпіни» (італ. Ratto di Proserpina), точніше перекладається як «Викрадення Прозерпіни» — велика мармурова скульптура в стилі бароко італійського художника Джан Лоренцо Берніні, виконана між 1621 і 1622 роками на ранній стадії кар'єри Берніні. Група була закінчена, коли Берніні було лише 23 роки. Скульптура зображує викрадення Прозерпіни, яку бог Плутон схопив і забрав у підземний світ. На ній зображено Плутона, який тримає Прозерпіну вгорі, і Цербера, який символізує межу підземного світу, куди Плутон несе Прозерпіну.
Кардинал Сципіоне Боргезе замовив скульптуру та передав її новопризначеному племінникові кардинала Людовіко Людовізі, можливо, як засіб завоювати прихильність. Вибір зображення міфу про Прозерпіну може бути пов’язаний із нещодавньою смертю Папи Павла V або нещодавнім уповноваженням Людовіка. Для створення скульптури Берніні черпав натхнення у Джамболоньї та Аннібале Карраччі. Вона є єдиною роботою, для якої зберігся підготовчий матеріал. Статуя «Зґвалтування Прозерпіни» виготовлена з рідкісного каррарського мармуру і спочатку була розміщена на зруйнованому п'єдесталі з віршем Маффео Барберіні. Її цінують за реалістичність, адже мармур створює ілюзію різних матеріалів, особливої людської плоті. Звертають на себе увагу деталі, наприклад, цівка сліз, що додає виразності обличчю Прозерпіни.

## Фон
«Зґвалтування Прозерпіни» засновано на латинському міфі про Прозерпіну, який можна знайти як у «Метаморфозах» Овідія, так і в «Викрадення Прозерпіни» Клавдіана. Прозерпіна, дочка Юпітера і Церери, римської богині землеробства, збирає квіти, коли її схоплює бог підземного світу Плутон. Плутон виривається з-під землі на колісниці, запряженій четвіркою вороних коней, і змушує Прозерпіну спуститися разом із ним у підземний світ, але не раніше, ніж Церера почує крик своєї дочки. Церера висушила землю та спричинила неврожай, що спонукало Юпітера домовитися про угоду: Плутон і Церера отримували б Прозерпіну протягом півроку. Міф символізує зміну пір року: коли Прозерпіна з Плутоном, природа вмирає і починається зима; коли вона живе з Церерою, на землі весна.
Статуя Берніні зображує кульмінаційний момент історії, коли Плутон хапає Прозерпіну, яка бореться проти нього, коли він переносить її через межу підземного світу, символом якого є мармуровий Цербер. Люди майже повністю оголені, хоча тканина все ще покриває стегно Плутона та плече Прозерпіни. Цією тканиною мармуровий Цербер з'єднується з Плутоном.
Багато скульптур того часу не мали однієї центральної перспективи, з якої їх можна було б розглядати, натомість змушували спостерігача розглядати їх з різних боків, перш ніж він міг зрозуміти їх у повному обсязі. «Зґвалтування Прозерпіни», однак, можна побачити повністю під одним кутом, прямо перед основою. Всі інші точки зору підпорядковані.

## Історія

### Меценатство

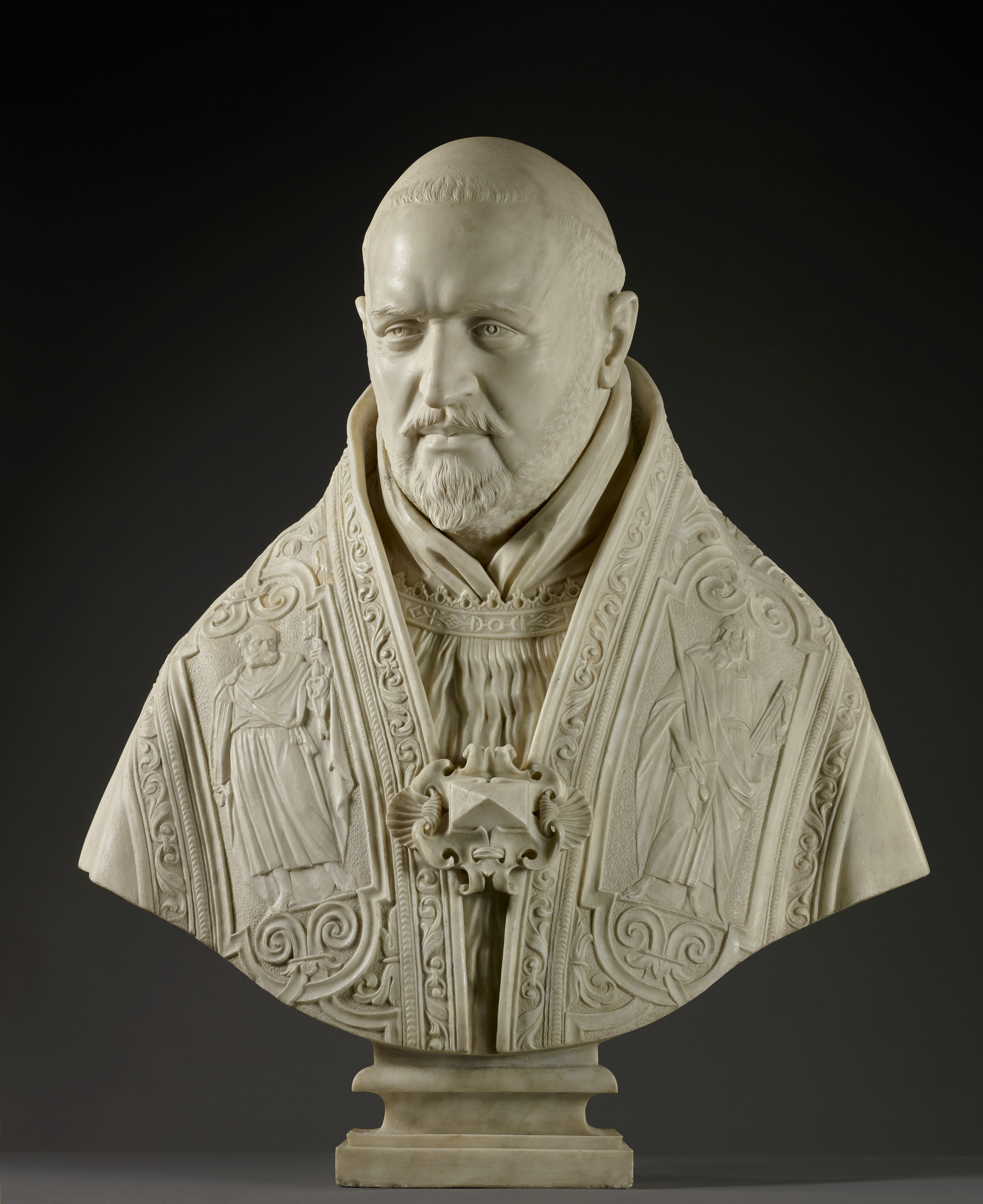
Бюст Папи Павла V в Галереї Боргезе

Як і в багатьох ранніх роботах Берніні, «Зґвалтування Прозерпіни» було замовлено кардиналом Сципіоне Боргезе поряд із бюстом у пам'ять про дядька Сципіона, папу Павла V, який помер у січні 1621 року. Скульптуру, першу в серії великих робіт Боргезе, включаючи «Давида»,«Аполлона і Дафну», було закінчено в 1622 році та доставлено на віллу Боргезе, на головному фасаді якої вже був зображений міф про Прозерпіну. Берніні отримав щонайменше три платежі за його створення на суму щонайменше 450 римських скуді. Зрештою, статую подарували племіннику кардинала Людовіко Людовізі та відправили на його віллу влітку 1623 року.
Незрозуміло, чому Сципіон подарував скульптуру Людовіко, політичному супернику, хоча, можливо, це була спроба заслужити Людовізі після смерті папи Боргезе та сходження на престол Алессандро Людовізі. Крім того, скульптура була явною платою за політичну послугу, зроблену для Сципіона. У будь-якому випадку Людовизі не любили Сципіона через те, що він збирав у кишеню доходи від болонського архієпископства папи Людовісія. Крім того, сімейний союзник Людовізі, Альдобрандині, погано поводився під час папства Боргезе і вимагав помсти. Того ж місяця, коли Сципіон доставив Зґвалтування Прозерпіни на віллу Людовізі, суддю та близького союзника Боргезе було ув’язнено; отже, статуя, можливо, була даниною теперішньої могутньої родини Людовізі. Незважаючи на це, Аполлон і Дафна, ймовірно, замінили зґвалтування Прозерпіни або принаймні дозволили Сціпіону повірити, що він міг дозволити собі віддати першу статую.

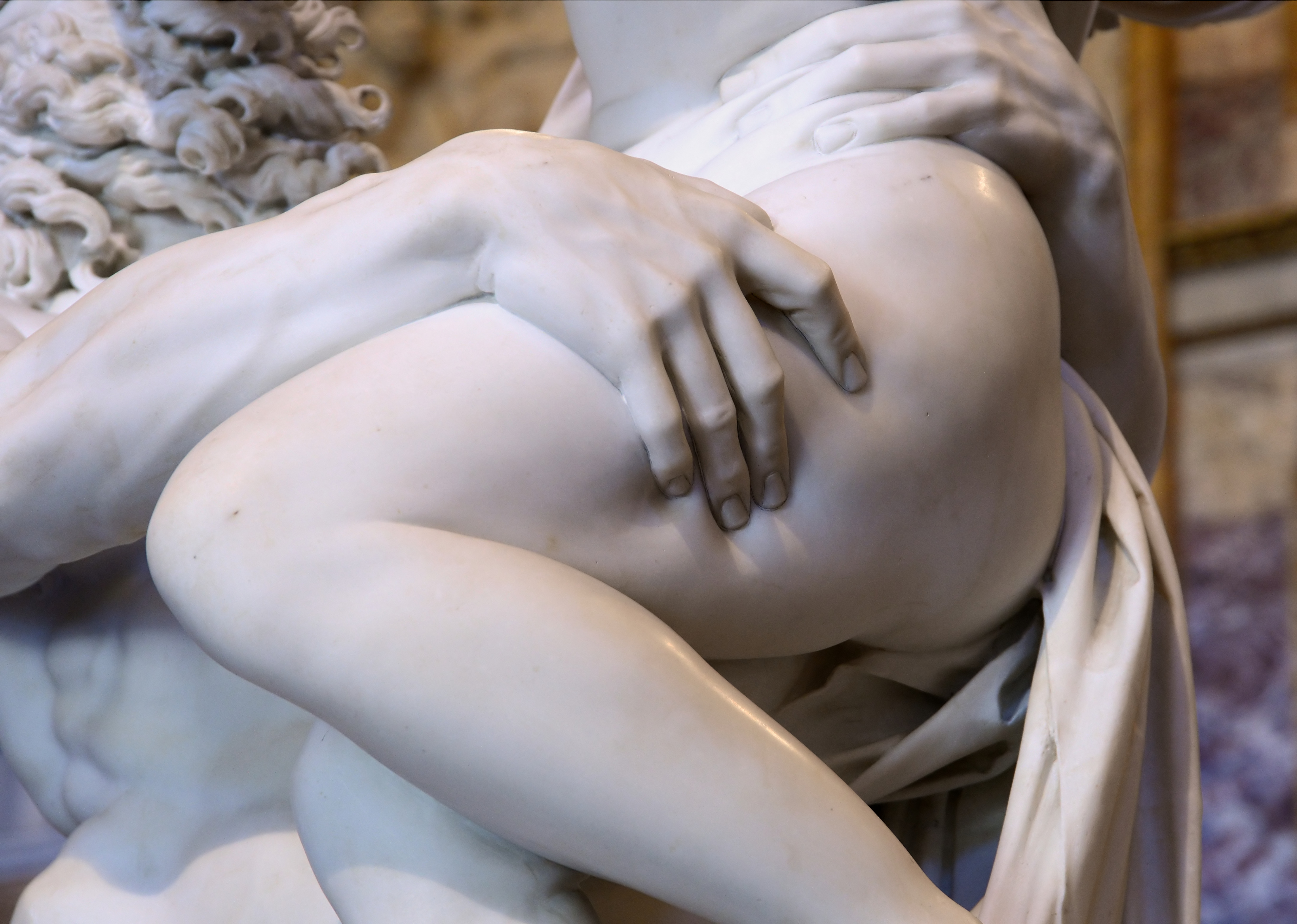
Фрагмент стегна Прозерпіни

З огляду на те, наскільки близько Боргезе був пов'язаний із Церквою, для випадкового спостерігача може бути дещо спантеличеним, чому він вирішив замовити мистецтво, що зображує язичницьку міфологію; проте статуї такого роду створювалися для демонстрації знань і культури, і часто мали невеликі знаки відмінності від Папи, які пояснювали, як християнську мораль можна витягти з таких язичницьких сцен. Крім того, католики пов'язували міф про Прозерпіну — хоча технічно він символізував щорічне оновлення природи — зі смертю та воскресінням Христа. Маттіас Віннер припускає, що Боргезе замовив статую, пов'язану з переродженням, в надії на воскресіння нещодавно померлого Папи Боргезе. Крістіна Струнк, однак, стверджує, що статую створили як образу Людовізі; тлумачення міфу як загибелі рослинності може бути незначним на початку нової ери Людовізі, а захоплення Прозерпіни може бути попередженням про те, що горезвісно нездоровий папа Людовізі не проживе довго.

### Натхнення
Берніні мав доступ до великої кількості робіт свого часу. Його зв'язки з Маффео Барберіні та Сципіоном Боргезе на початку кар'єри надали йому доступ до архівів Ватикану. У поєднанні з щоденними відвідинами Берніні колекцій Ватикану в дитинстві та навчанням під керівництвом батька, П'єтро Берніні, Джан Лоренцо мав би багато джерел для натхнення.
Можливо, Берніні був натхненний посередньою бронзовою картиною П'єтро да Барга «Плутон і Прозерпіна», на якій зображено Плутона, який тримає Прозерпіну паралельно собі та вгорі, а також Цербера біля його ніг. Ймовірно, це була спроба реконструкції бронзового «Зґвалтування Прозерпіни» Праксителя, яке з тих пір було втрачено, але обговорювалося в «Природничій історії» Плінія. У цій же роботі обговорюється втрачена бронзова статуя Бахуса з Праксителя, яку Мікеланджело пізніше реконструював у мармурі. Таким чином, незважаючи на очевидну низьку якість роботи, Берніні, можливо, слідував прикладу Мікеланджело і намагався відтворити Праксителя.
Піднесене положення Прозерпіни нагадує як «Викрадення сабінянки» Джамболоньї, так і його «Геракла й Антея». У «Викраденні сабінянки» жертву тримають угорі, вона розкидає руки й у відчаї дивиться вбік. Подібним чином на іншій скульптурі Геракл піднімає Антея, а Антей різко штовхає його голову. Обидві скульптури схожі на те, як Прозерпіна намагається вирватися з рук Плутона, але «Викрадення сабінянки» передбачається розглядати з багатьох кутів, що є ключовою відмінністю від «Зґвалтування Прозерпіни», яка має одну переважаючу перспективу.
Наставник Берніні Аннібале Карраччі вплинув на форму та структуру обличчя Плутона та Прозерпіни. Персонажі на стелі Фарнезе мають анатомію, яку можна порівняти з хтивим тілом Прозерпіни та мускулатурою її викрадача. Подібним чином, обличчя Плутона тісно пов'язане з Юпітером Карраччі, і як форма, так і структура обличчя Прозерпіни нагадують Андромеду Карраччі, коли вона відкидається від Плутона та відчайдушно шукає допомоги. Навіть Цербер знаходить аналог собаки Паріса в стелі Фарнезе. Крім Карраччі, вираз обличчя Прозерпіни нагадує Лаокоона (якого Берніні раніше відновив), а її форма нагадує ніобід. Нарешті, широка позиція Плутона та використання опори нагадують борґезького борця, який нещодавно придбав Сципіон.

### Створення

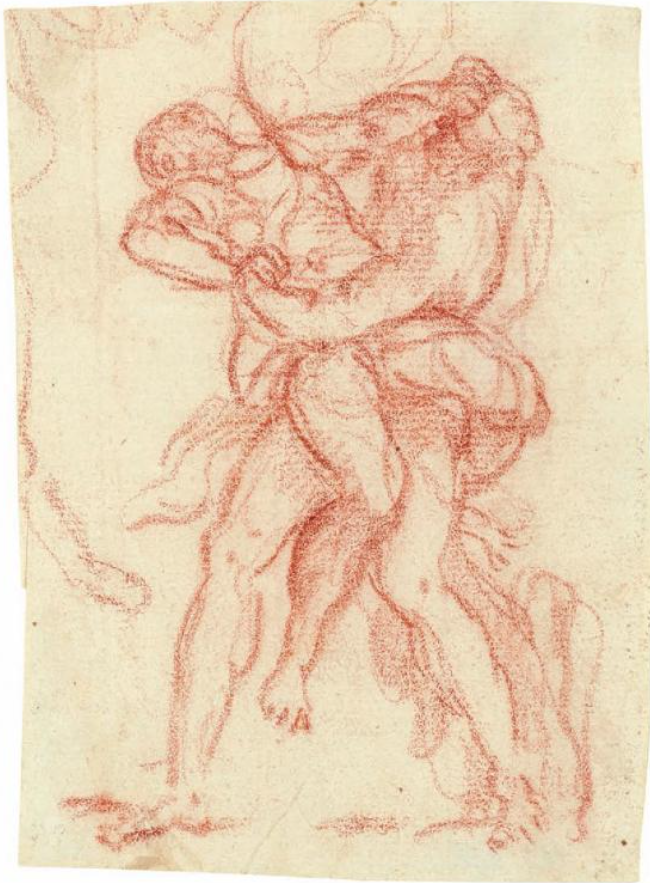
Ранній нарис про зґвалтування Прозерпіни

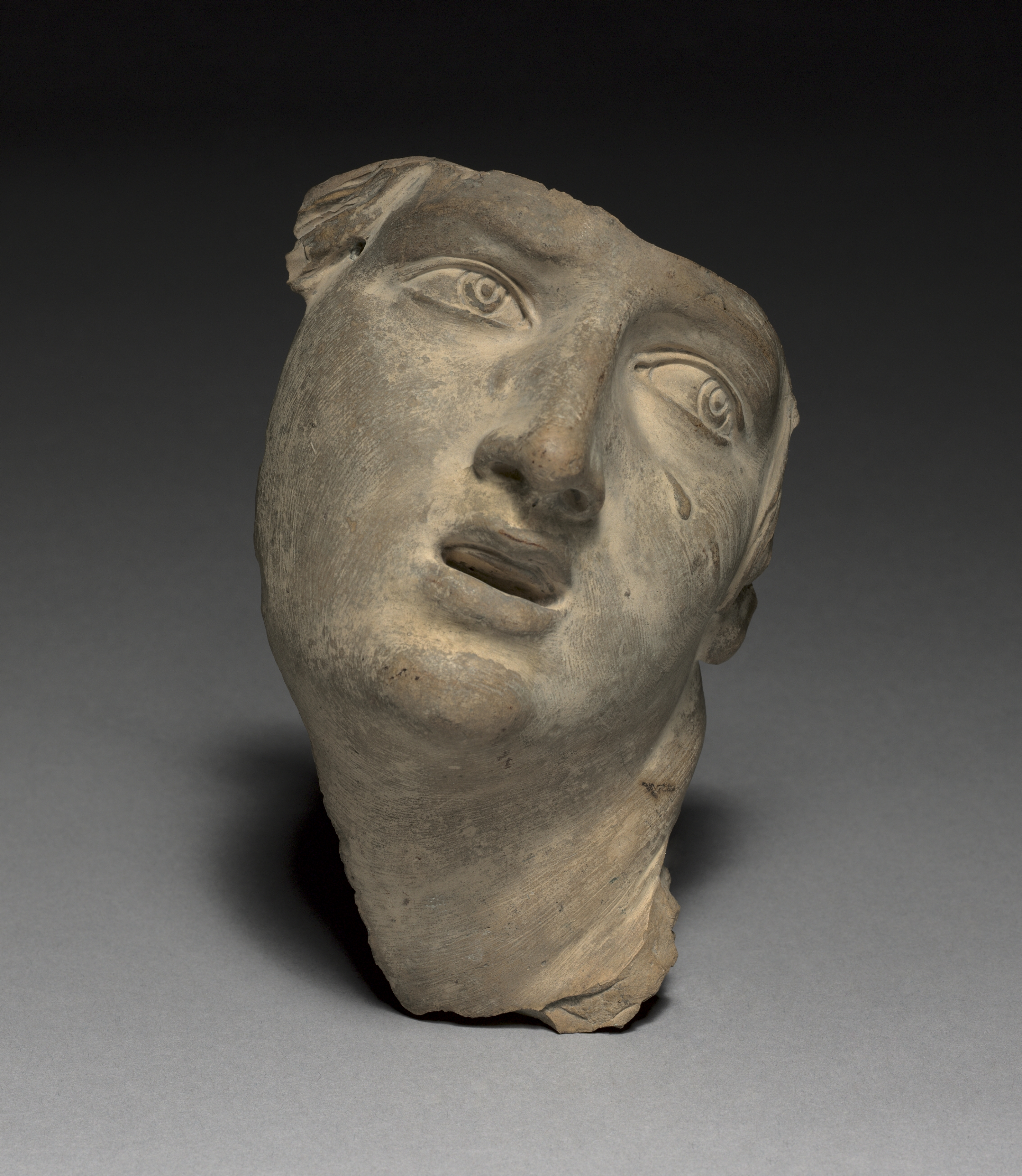
«Голова Прозерпіни», Музей мистецтв Клівленда

З усіх робіт Берніні, створених на замовлення Боргезе, єдиним відомим підготовчим матеріалом (і найранішим датованим малюнком Берніні) є ескіз «Зґвалтування Прозерпіни». У скульптурі Берніні Плутон і Прозерпіна майже паралельні, але на малюнку Прозерпіна утворює діагональ поперек тіла Плутона; крім того, на ескізі відсутній Цербер, хоча біля ноги Плутона є розпливчастий об'єкт. А на малюнку права рука Прозерпіни не піднімається вгору.
Крім того, фрагмент дослідження голови Прозерпіни зберігається в Музеї мистецтв Клівленда. Дрібні частинки, вмуровані в поверхню теракоти, свідчать про те, що існував більший глиняний малюнок, але його використали для виготовлення гіпсового зліпка, знищивши все, окрім голови. Шматок, що залишився, був обпалений у теракоті. Фрагмент, який майже ідентичний голові готової скульптури, довгий час вважався підготовчою роботою Берніні, але подряпини, нехарактерні для Берніні, свідчать про те, що він був зроблений членом сім'ї. Голова Прозерпіни була куплена в Палаццо Берніні Бусірі Вічі в 1839 році та знову продана Музею мистецтв Клівленда в 1968 році.
«Зґвалтування Прозерпіни» виготовлено з високоякісного каррарського мармуру, який важко було знайти у великих блоках і який дуже любили скульптори XVII століття. Мармур — дуже важкий матеріал, але Прозерпіна тримається з видимою легкістю, а її рука простягнута вбік від решти групи. Враховуючи, що в оригінальному ескізі не було Цербера, цілком можливо, що собаку додали лише тоді, коли Берніні зрозумів, що йому потрібна опора для підтримки решти скульптури. Це допомагає Берніні досягти невагомості, подібної до плоті. Крім того, Берніні використовує різні інструменти, щоб створити ілюзію різних матеріалів. Він формулює м'якість плоті за допомогою абразивів, листя — долотом, тканини — рашпілем.
Скульптуру поставили біля стіни на нині зруйнованому п'єдесталі з віршем Маффео Барберіні: «О, ви, хто нахиляєтеся, щоб збирати квіти, дивіться, як мене викрадають до дому жорстокого Діса». Напис, створений між 1618 та 1620 роками, є страдницьким застереженням Прозерпіни до інших, хто збирає квіти. Оскільки квіти не зображені на статуї, незважаючи на те, що вони прямо згадуються у вірші, навряд чи вірш надихнув авторів на створення напису.

### Пізніша історія
У 1750 році «Зґвалтування Прозерпіни» було перенесено до Палаццо Гранде, але у ХІХ столітті скульптура повернулася на віллу Людовізі. Між 1895 і 1890 роками частина вілли була зруйнована, а скульптура була розміщена біля підніжжя парадних сходів Палаццо Пьомбіно. Нарешті, у 1908 році скульптуру купив італійський уряд і повернув до Галереї Боргезе, де її розмістили в центрі Salone degli Imperatori, кімнати в музеї. Оригінальний п'єдестал, який колись був зруйнований, був замінений простою білою мармуровою основою, виліпленою в 1911 році П'єтро Фортунаті. Під час Першої світової війни скульптура була захищена ящиком та мішками з піском, щоб запобігти пошкодженням.

## Критична реакція

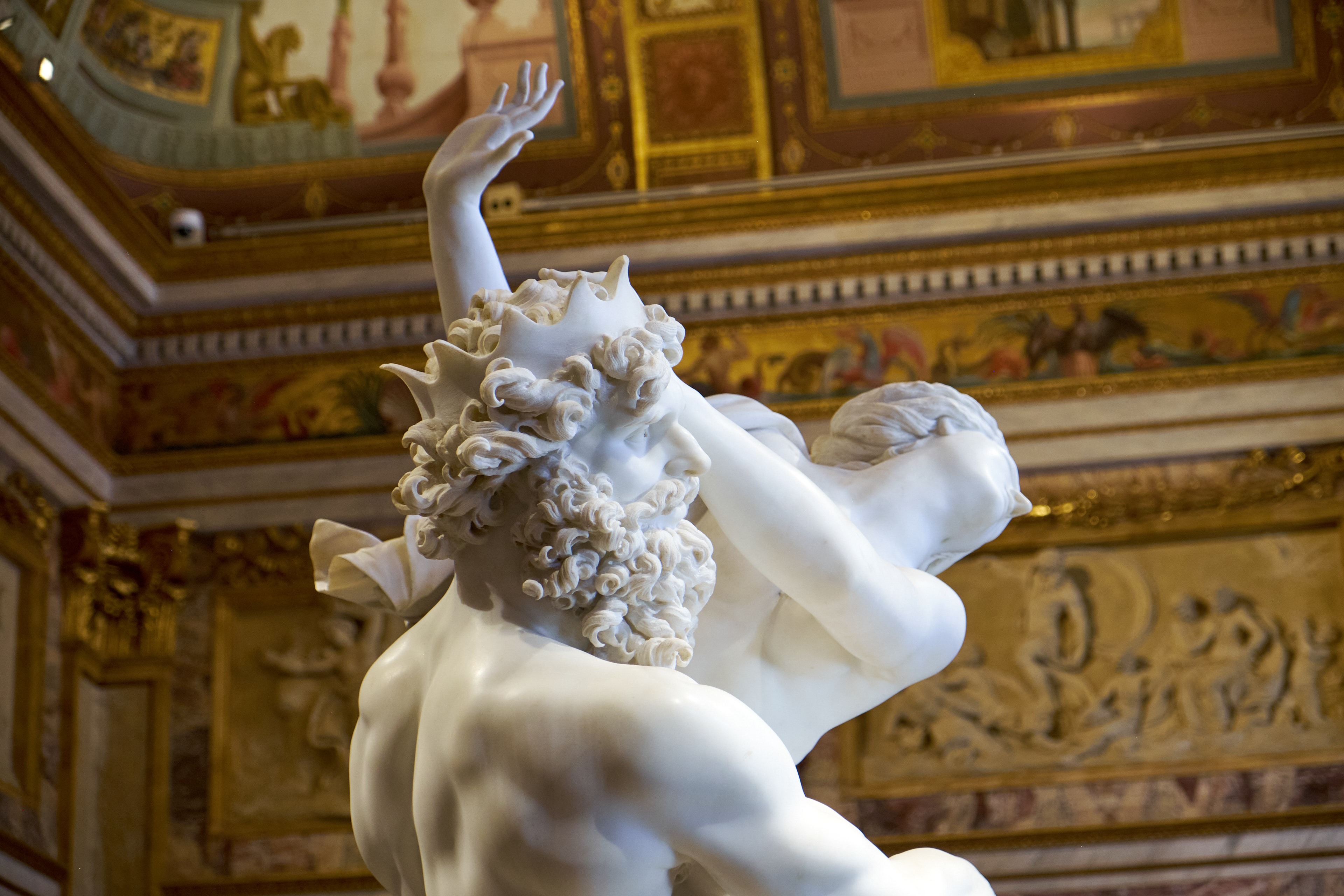
Фрагмент волосся та бороди Плутона

Більшість критиків поспішили похвалити роботу. Рудольф Віттковер зазначав: «зображення таких сцен зґвалтування залежало від нової, динамічної концепції Берніні протягом наступних ста п'ятдесяти років». Говард Гіббард робить подібні коментарі, відзначаючи реалістичні ефекти, досягнуті Берніні за допомогою різьблення з твердого мармуру, такі як «текстура шкіри, летючі мотузки волосся, сльози Персефони і, перш за все, піддатлива плоть дівчини». Вибір інциденту для зображення історії також зазвичай цитується: руки Плутона обхоплюють талію Прозерпіни саме тоді, коли вона викидає руки, намагаючись втекти. Власний син і біограф Берніні Доменіко назвав це «дивовижним контрастом ніжності та жорстокості».
Однак у XVIII та ХІХ століттях, коли репутація Берніні була на спаді, критики знайшли в статуї недоліки. Французький відвідувач XVIII століття Жером де ла Ланде нібито писав: «Спина Плутона зламана; його фігура екстравагантна, без характеру, благородства виразу обличчя, а її обриси погані; жіноча не краща». Інший французький відвідувач вілли Людовізі був не менш критичним, заявивши: «Голова Плутона вульгарно гомосексуальна; корона і борода надають йому смішного вигляду, а м'язи сильно виражені і фігура позірна. Це не справжнє божество, а декоративний бог…»
Інші відзначали скручений контрапосто або фігуру змієподібну позу групи. Хоча Берніні нагадує маньєризм, зокрема «Зґвалтування сабінянок» Джамболоньї, він дозволяє глядачеві поглинути сцену з однієї точки зору. У той час як інші зображення надають додаткові подробиці, глядач може побачити відчай Прозерпіни та незграбні спроби Плутона схопити її. Це було на відміну від маньєристської скульптури Джамболоньї, яка вимагала від глядача ходити навколо скульптури, щоб побачити вирази кожного персонажа.

## Схожі роботи
- Фрагмент ескізу голови Прозерпіни, який довгий час вважався роботою Берніні, але, ймовірно, був створений спорідненим художником, знаходиться в Музеї мистецтв Клівленда.[26]
- У 1811 році російський скульптор Василь Демут-Малиновський створив скульптуру також під назвою «Викрадення Прозерпіни». В даний час статуя знаходиться в Санкт-Петербурзі.[39]
- «Плутон і Прозерпіна» Джеффа Кунса — це 11-футова скульптура з нержавіючої сталі з прозорим кольоровим покриттям і живими квітучими рослинами. Аргентинський забудовник і колекціонер творів мистецтва Едуардо Костянтіні придбав його, щоб розмістити його на березі океану у своєму розкішному кондомініумі на березі океану в Бал-Харборі, Флорида, будівництво якого було заплановано на 2016 рік.[40]